# Stanisław Karpiel (architekt)
Stanisław Karpiel (ur. 10 listopada 1926 w Zakopanem, zm. 4 lutego 2019 w Bielsku-Białej) – polski architekt, skoczek narciarski, narciarz zjazdowy.

## Rodzina i dom
Drugi syn Jana i Marii (zd. Suleja) Karpielów, brat Jana (1924-1933) oraz Marii (?1928-).
W latach 1950. J. i M. Karpielowie byli właścicielami zakopiańskiego gospodarstwa położonego między potokiem Spadowiec na wschodzie, Drogą pod Reglami na południu, Drogą do Daniela na zachodzie i domem własnym na północy.
Stanisław Karpiel urodził się, wychował, a następnie żył i pracował głównie w Zakopanem. Mieszkał w zbudowanym ok. ? I wojny światowej, a później dwukrotnie przebudowywanym przez siebie (ok. 1953 i ok. 1961) rodzinnym góralskim domu, niedaleko Wierszyków, przy Drodze do Daniela 3, ok. 850 m poniżej dolnej linii Regli. Od lat 1920. piętrowy dom Karpielów z oszkloną werandą i panoramicznym widokiem na Tatry – Kasprowy Wierch, Drogę pod Reglami, Giewont, Sarnią Skałkę, Czerwone Wierchy i Łysanki – funkcjonował także jako pensjonat dla wczasowiczów. Od wczesnych lat 1960. dom S. Karpiela zaczął służyć jako pracownia architektoniczna oraz gościnne schronisko dla coraz to liczniejszych przyjaciół architekta i jego rodziny.

## Życiorys
Twórca obiektów sportowych w Polsce, Norwegii, Syrii i Słowacji. Projektant i propagator planów zagospodarowania przestrzennego i projektów dla amatorskich i wyczynowych sportów zimowych w Tatrach i Beskidach.
Od 1954 członek wielu stowarzyszeń zawodowych i społecznych: Stowarzyszenia Architektów Polskich SARP (1954), Stowarzyszenia Historyków Sztuki SHS (1954) oraz Komisji Opieki nad Zabytkami Kultury i Ochrony Przyrody, Polskie Towarzystwo Turystyczno-Krajoznawcze PTTK (1954).
W czerwcu 1948 S. Karpiel ukończył ostatni rok nauki w Technikum Budowlanym (d. Szkole Przemysłu Drzewnego) w Zakopanem.
Od października 1948 do czerwca 1954 studiował na Wydziale Architektury, Akademia Górniczo-Hutnicza w Krakowie (od lipca 1954, Politechnika Krakowska im. Tadeusza Kościuszki). W czerwcu 1954 uzyskał dyplom inż. mgr. arch. na podstawie pracy dyplomowej „Projekt teatru i filharmonii we Wrocławiu” wykonanej pod nadzorem prof. Józefa Gałęzowskiego, kierownika Katedry Kompozycji Architektonicznej, WA AGH.
Jesienią 1954 rozpoczął pracę na stanowisku starszego projektanta w Pracowni Architektonicznej, Przedsiębiorstwo Konserwacji Zabytków PKZ w Warszawie.
W późnych latach 1950. pracował w Krakowie, a od 1961 r., w Zakopanem.
W latach 1996–2010 był założycielem i dyrektorem „Pracowni architektonicznej KARPLA – Stanisław Karpiel Zakopane”.

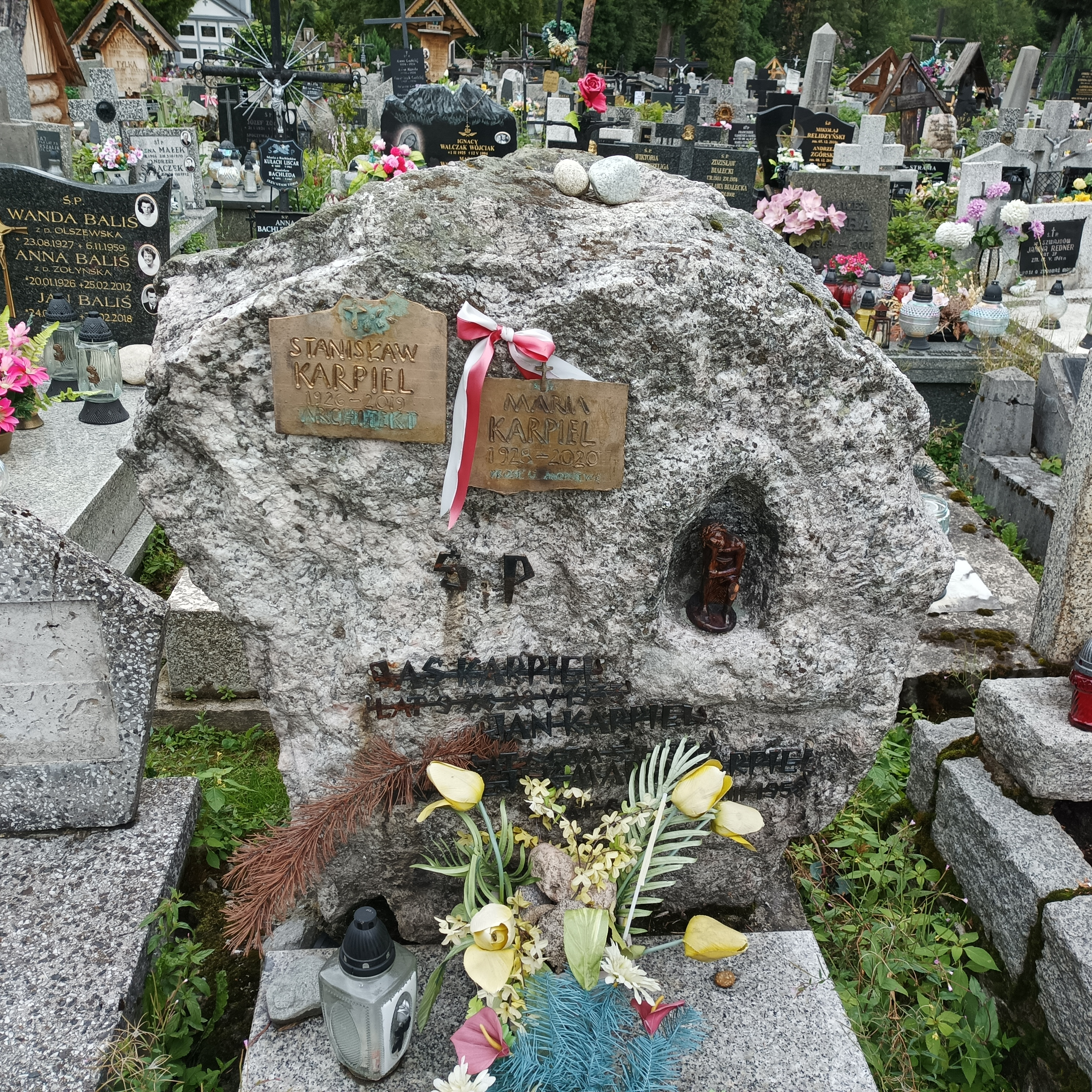
Grób Stanisława Karpiela na zakopiańskim Nowym Cmentarzu (kwatera K3)

## Kariera sportowa
Zimą 1945 został pierwszą osobą, która wykonała skok na Wielkiej Krokwi po opuszczeniu Zakopanego przez Niemców (29 stycznia).
W latach 1949–1953 członek polskiej kadry olimpijskiej.
W lutym 1949 został srebrnym medalistą VIII akademickich mistrzostw świata w Szpindlerowym Młynie.
W czerwcu 1953 podczas zawodów prowadzonych na słomianych matach skoczni Wisła-Malinka (Beskid Śląski) S. Karpiel odnosi poważną kontuzję barku i łokcia. Wypadek niweczy jego dalsze uczestnictwo w kadrze olimpijskiej, aczkolwiek nie wyklucza dalszych treningów i zawodów w narciarstwie zjazdowym.

## Kariera zawodowa
Do śmierci w 2019 S.K. zdobył ok. 40 lat doświadczenia na wszystkich etapach projektowania nadzorów i realizacji. Posiadał uprawnienia budowlane nr 361/4251 do projektowania  (bez ograniczeń) w specjalizacji architektonicznej, status twórcy oraz uprawnienia konserwatorskie.
Główne projekty i prace:
1960 – 1962
Projekt Zespołu Skoczni Narciarskiej Wielka Krokiew w Zakopanem na międzynarodowe zawody FIS 1962 /w 1961 S.K. wygrywa konkurs na przebudowę skoczni Wielka Krokiew, 1962 realizacja projektu w zespole KBPBBP, prac. TZ w Zakopanem/.
1964
Udział w projektowaniu w pracowni projektowej prof. Frode Rinnanai Tweten’a, przy opracowaniu: planu zagospodarowanie tras biegowych przy zespole Skoczni Narciarskiej Holmenkolen w Oslo w Norwegii oraz projekt pawilonu sportowego dla  sportowców i reporterów.  Projekt ośrodka turystycznego w Dombos – środkowa Norwegia  /obiekty zrealizowane/.
1965 – 1974
Odlewnia żeliwa w Węgierskiej Górce (generalny projektant), przebudowa odlewni nr I i II, projekt odlewni nr III.
1965 – 1981
Praca w Krakowskim Biurze Projektowo Badawczym Budownictwa Przemysłowego KBPBBP w Krakowie.   Plan zagospodarowania, dom kultury, stadion sportowy z wieżami oświetlenia 50m, pływalna kryta i otwarta, lodowisko kryte  /obiekty zrealizowane/.
1969
Plan Zagospodarowania Centrum Łyżwiarstwa w Zakopanem, otwarty stadion łyżwiarski jazdy szybkiej na lodzie, pawilony.
1973 – 1974
Fabryka nart „Polsport” w Szaflarach.
1973 – 1975
Kolej krzesełkowa Goryczkowa-Kasprowy, plan zagospodarowania z  obiektami architektonicznymi.
1974 – 1975
Fabryka tekstylna w Biłgoraju.
1974 – 1980
Współudział w opracowaniu Studium Zagospodarowania  Tatrzańskiego Parku Narodowego TPN.
1975 – jesień 1986
Na użytek planowanej sieci niewielkich, mało kosztownych i mało szkodliwych dla otaczającego krajobrazu schronisk górskich, „bacówek” PTTK (inicjatywa działacza PTTK, Edwarda Moskały), S. Karpiel utworzył wzorcowy „projekt niedużego drewnianego [stojącego na murowanej piwnicy, 3-poziomowego] schroniska z dwuspadowym dachem krytym gontem”. Według projektu, umyślnie niepodłączane do sieci kanalizacyjnej, wodociągowej, energetycznej oraz telefonicznej budynki mogły pomieścić 20-30 turystów każdy. Pierwotne plany przewidywały konstrukcję ok. takich 100 bacówek. Do 1989 r. PTTK zbudowało 14 obiektów, w tym 11 bacówek wg wzorcowego projektu S. K.: na Hali Rycerzowej (jesień 1975, Beskid Żywiecki); na Przełęczy Okraj (koniec 1975, Karkonosze); na Krawcowym Wierchu (1976, Beskid Żywiecki); w Jaworzcu (1976, Bieszczady); na Maciejowej (1977, Gorce); w Bartnem (1977, Beskid Niski); pod Małą Rawką (1979, Bieszczady); na Brzance (1981, Pogórze Ciężkowickie, Beskid Środkowy); na Jamnej (1985, Pogórze Ciężkowickie, Beskid Środkowy) oraz pod Honem (1986, Bieszczady) i pod Trójgarbem (1986, Góry Wałbrzyskie).
1976
System prefabrykowanych indywidualnych domów mieszkalnych (całorocznych domków weekendowych). „Jeden z pierwszych tego typu domków został zrealizowany dla Wojciecha Młynarskiego na Sobiczkowej w Kościelisku. W niewielkiej, nawiązującej do szałasu bryle znakomicie rozwiązano wnętrze, wykorzystując każdy centymetr przestrzeni. Jest tu salon, kuchnia, sypialnia i piwniczka mieszcząca „imprezownię”. Wykończenie drewnianego wnętrza bez zbędnych detali, szczere, „szałaśne”. Krokwie z ostruganych żerdzi, stopnie schodów z połówek, ściany z okrąglaków, wszystko to połączone z wielkopowierzchniowymi przeszkleniami.”.
1976
Kolej krzesełkowa Zakopane Butorowy Wierch.
1978 – 1980
Studium programowe zagospodarowania oraz projekty obiektów kubaturowych dla organizacji zawodów FIS w Zakopanem w  1982 r. w konkurencjach klasycznych.
1978
Centrum sportowe w Chełmie. Zakres opracowania: – plan zagospodarowania, stadion na 10 000 widzów, hala  sportowa, pływalnia kryta, strzelnica sportowa, hotel sportowy na 100 miejsc.
1979 – 1980
Plan Zagospodarowania Narciarsko Turystycznego Turbacza, Gorce.
1981 – 1986
Praca na kontrakcie Polservice Wadeco w Syrii w biurze projektowym „Milihouse” Oddział 309 w Aleppo. Od 1984  Pozycja: Ekspert – projektant, ostatnie dwa lata.  Projekty: Praca przy „Aleppo Sports City”, projekt obejmował:  Halę Sportową z areną 20x40m. Widownia 10 000 widzów /obiekt zrealizowany/ i inne w ramach Centrum Sportowe w Latakia (Latakia Sports City).
1987 – 1996
Studia ośrodków narciarskich na terenie USA, opracowanie indywidualnych projektów domów mieszkalnych i ich realizacja.
1997 – 2000
Projekty dziesięciu stacji narciarsko-turystyczno-rekreacyjnych:  
1. Studium zagospodarowania ośrodka olimpijskiego w Strbskim Plesie w Słowacji;
2.  Ośrodek Mosorny Groń w Zawoji, pasmo Babiogórskie;
3. Ośrodek Polana Sosny nad Zalewem Czorsztyńskim w Niedzicy;
4. Ośrodek Toporzyska w Krościenku, pasmo Pienin;
5.  Stacja Sportów Zimowych Lubań w paśmie Turbacza; 
6. Ośrodek Czorsztyn Ski w Kluszkowcach na Górze Wdżar. 
7. Ośrodek Lesowiec w rejonie Andrychowa i Wadowic; 
8. Centrum szybowcowe Bezmiechowa koło Leska w paśmie gór Słonnych;
9.  Ośrodek na górze Czterech Wiatrów, Mrągowo, Mazury;
10. Stacja narciarsko-turystyczna Bucznik w Lipnicy Górnej w rejonie podnóża pasma  Babiogórskiego.
Część z powyższych obiektów zaprojektowano przy współpracy z inż. arch.  Zenonem Remi.
2010 – Plan zagospodarowania narciarskiego całego Podhala „Resort narciarski kurortu tatrzańskiego.” Plan był opracowany we współpracy m.in. z czołowymi polskimi narciarzami, w tym Andrzejem Bachledą-Curuś „Ałusiem”. Plan resortu narciarskiego został przygotowany w ramach konkursu (czerwiec-wrzesień 2010) „Mój pomysł na Małopolskę” organizowanego przez województwo małopolskie oraz Małopolską Agencję Rozwoju Regionalnego. Koncepcja proponuje dwie strefy połączonych z sobą wyciągów i długich zjazdów na różnych trasach, bez podchodzenia na grzbiety wzgórz. W strefie północnej trasa ok. 30–40 km długości ma połączyć wyciągi w Jurgowie (na wsch. od Bukowiny Tatrzańskiej) z wyciągami w Czarnej Górze, „skąd przez Gliczarów [narciarz] może dostać się do Białego Dunajca i [położonego na zachód od Zakopanego] Witowa.”. Południowa strefa ma objąć „rejon Kasprowego Wierchu, gdzie według koncepcji Karpiela, należy m.in. wykorzystać pod narciarstwo także Świński Kocioł i Halę Kondratową.”.